# پولپو رومرو
پولپو رومرو (انگلیسی: Pulpo Romero؛ زادهٔ ۲۸ اکتبر ۱۹۸۷) بازیکن فوتبال اهل اسپانیا است.
از باشگاه‌هایی که در آن بازی کرده‌است می‌توان به باشگاه فوتبال لگانس، باشگاه فوتبال پومفرادینا، باشگاه فوتبال راپید بخارست، و باشگاه ورزشی لیماسول اشاره کرد.